# Musée de la Vie romantique
 (octobre 2017).
Le musée de la Vie romantique est situé dans le quartier de la Nouvelle Athènes du 9e arrondissement de Paris. Il est installé au 16, rue Chaptal, dans l’hôtel Scheffer-Renan, ancienne demeure du peintre d'origine hollandaise Ary Scheffer et foyer d'inspiration romantique durant la première partie du XIXe siècle.
Au rez-de-chaussée du pavillon, construit en 1830, le musée expose les souvenirs de la romancière George Sand, qui venait en voisine rendre visite au peintre. Les salons y restituent son art de vivre avec des peintures, dessins, sculptures, meubles, bijoux et objets de vitrine provenant de sa demeure de Nohant en Berry et légués en 1928 avec usufruit à la Ville de Paris par sa petite-fille, Aurore Lauth-Sand.
À l'étage, les salles évoquent la mémoire d'Ary Scheffer comme de ses contemporains - et du philosophe Ernest Renan, devenu son neveu par alliance.
Il s'agit d'un des quatorze musées de la Ville de Paris gérés depuis le 1er janvier 2013 par l'établissement public administratif Paris Musées.

## Histoire du lieu (jusqu'en 2013)
L'ancienne maison du peintre Ary Scheffer (1795-1858), qui y a vécu de 1830 à sa mort en 1858, est restée jusqu'en 1982 la propriété privée de sa descendance latérale par les femmes. La fille du peintre, Cornélia Scheffer, épouse du chirurgien René Marjolin, n'ayant pas eu d'enfant, laissa la propriété à sa petite-nièce Noémi. Celle-ci était la petite-fille du peintre Henry Scheffer et la fille de Cornélie, qui avait elle-même épousé l'écrivain et philosophe Ernest Renan.
Après son mariage avec Jean Psichari, Noémi Renan éleva dans cette maison leurs quatre enfants dont la benjamine, Corrie, qui s'y installa à son tour avec son mari le compositeur Robert Siohan qu'elle avait épousé en 1921. Corrie Siohan, en accord avec sa sœur aînée Henriette Psichari — qui fut l'épouse du médecin et psychiatre Gabriel Revault d'Allonnes — décida, n'ayant pas eu d'enfant, de confier « l'enclos Chaptal » à l'État français en 1956 pour qu'il devienne un lieu patrimonial inaliénable. Leurs démarches furent encouragées par André Malraux, ministre de la Culture, puis par Jacques Chirac, maire de Paris.

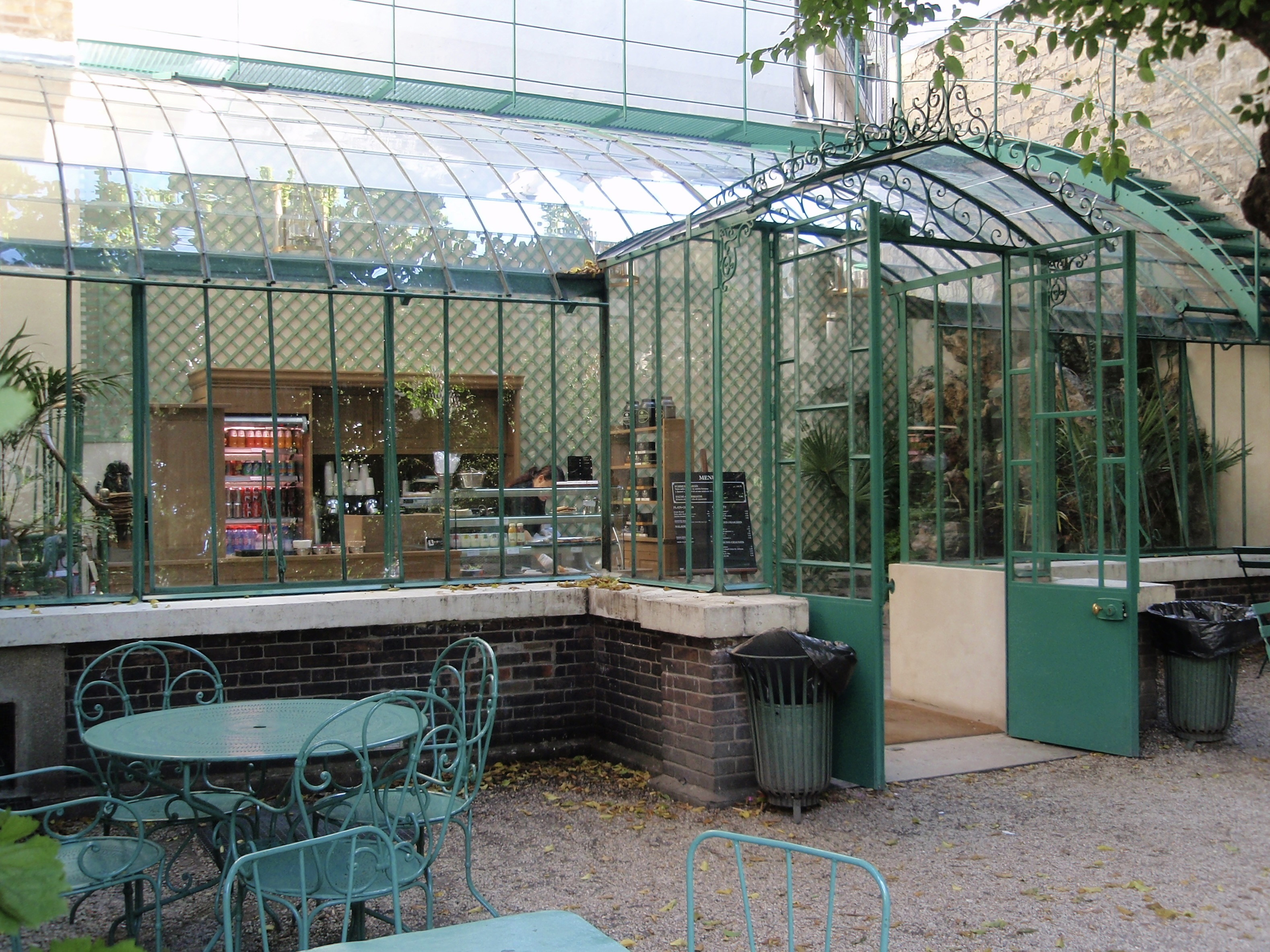
Le restaurant du musée.

Après la mort de Corrie Siohan, s'ouvrit en 1983 un premier musée, dit « Renan-Scheffer », dépendant de la Ville de Paris sous la tutelle du musée Carnavalet. Bientôt dirigé par Anne-Marie de Brem, ce lieu d'exception devint en 1987 le musée de la Vie romantique, après une importante rénovation dans le goût du XIXe siècle, conduite par le décorateur Jacques Garcia. Ainsi peut-on aujourd'hui y goûter l'atmosphère préservée des salons bourgeois de la Nouvelle Athènes au XIXe siècle où se réunissaient de nombreux peintres mais aussi des écrivains, chroniqueurs, hommes politiques et musiciens.
Fin 1998, Daniel Marchesseau, conservateur général du patrimoine, a été nommé à la direction de l'établissement. Un réaménagement complémentaire des deux ateliers consacrés à des expositions temporaires organisées deux fois par an, a été effectué sous la direction du décorateur François-Joseph Graf en 2003. Daniel Marchesseau a fait valoir ses droits à la retraite en juin 2013. Son successeur est Jérôme Farigoule, qui cèdera en janvier 2018 la direction du musée à Gaëlle Rio.
Le premier fonds Ary Scheffer provient essentiellement de deux dépôts, provenant du musée Carnavalet et de la Bibliothèque historique de la ville de Paris, complété par quelques prêts du musée de Dordrecht où avait été légué par la fille du peintre en 1898 l'essentiel de l'atelier paternel.
Ainsi le musée a-t-il pu ouvrir avant de recevoir en pleine propriété en 1991 le legs de Corrie et Robert Siohan. Parallèlement, une politique active d'acquisitions d'œuvres d'art a été entamée dès l'ouverture du musée pour compléter les collections.
En 1995, Pierre Bergé a remis au musée un ensemble de souvenirs romantiques autour de La Malibran, George Sand, Rachel, Sarah Bernhardt et Louise Abbéma que Jacques Chazot, disparu en 1993, avait collectionnés. En 2012, les amis du musée ont pu acquérir un ensemble complémentaire d'objets et publications autour de l'actrice Rachel.
Des archives familiales d'Ernest Renan et de son gendre Jean Psichari, un fonds de dessins de son fils, Ary Renan, et une bibliothèque complètent l'appareil scientifique du musée qui a bénéficié d'un don majeur d'ouvrages de références autour de George Sand, par la famille de Georges Lubin, le spécialiste reconnu de l'écrivain, qui entra au musée peu après sa disparition en 2000.
Le musée de la Vie romantique a le statut de musée de France au sens de la loi no 2002-5 du 4 janvier 2002.
L'État français a définitivement transféré la propriété de l'ensemble immobilier à la Ville de Paris le 1er janvier 2007.
La Société des amis du musée a été créée en 1996, d'abord présidée par Didier Wirth, puis, de 2002 à fin 2012, par Solange Thierry de Saint-Rapt. Les « lundis romantiques », inaugurés par Jean d'Ormesson, soirées littéraires et musicales organisées onze fois par an, ont permis de recevoir, entre 1999 et 2012, de nombreuses personnalités. Parmi les écrivains, Marc Fumaroli, Jean-Marie Rouart, Marc Lambron, Dominique Bona, Huguette Bouchardeau, Vladimir Fédorovski, Gonzague Saint-Bris ou encore René de Obaldia. Au piano, des interprètes comme Marc Laforet, Jean-Marc Luisada, Alain Planès, Yves Henry, jusqu'à Alfred Brendel, et de fort nombreux jeunes interprètes parmi les plus prometteurs, du violoniste Laurent Korcia aux pianistes Bertrand Chamayou, Khatia Buniatishvili ou Adam Laloum, sans oublier des formations de musique de chambre en trio et quatuor.

## Le musée (1983-2013)

### Autour de George Sand (1804-1876)

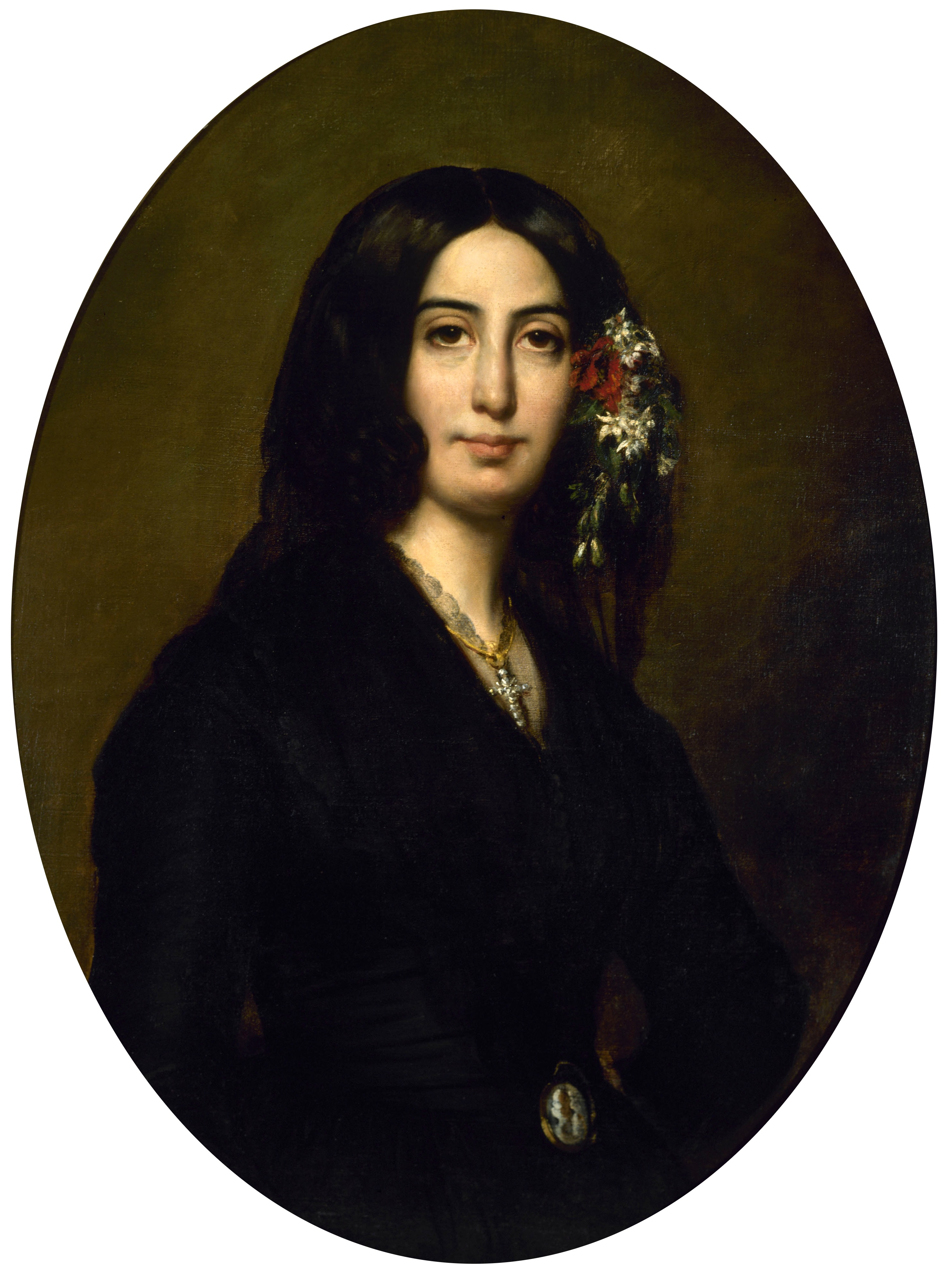
Portrait de George Sand, par Auguste Charpentier.

Les salons du rez-de-chaussée présentent de nombreuses pièces de mobilier, peintures, dessins et sculptures, objets d'arts, bijoux et memorabilia ayant appartenu à George Sand, parmi lesquelles des toiles majeures de :
- Auguste Charpentier (1813-1880) : Portrait de George Sand, huile sur toile ;
- Maurice Quentin de La Tour (1704-1788) : Portrait du Maréchal de Saxe, vers 1748, pastel ;
- Eugène Delacroix (1798-1863) : Lélia ; L'Éducation de la Vierge d'après Rubens, vers 1847, huile sur toile.

Et, plus largement, des sculptures et objets d'art de l'époque romantique :
- Auguste Clésinger (1814-1883), deux bustes en pendant : Autoportrait et George Sand, 1847, marbre ;
- Auguste Clésinger : deux moulages en plâtre : Main gauche de Chopin et Bras droit de George Sand, 1847 ;
- Laurent Delvaux (1696-1778), Le Maréchal de Saxe, buste en terre cuite, don Alice Goldet en 2004 ;
- Jean-Auguste Barre (1811-1896), La Bayadère Amany, 1838, bronze, don Jean-Pierre Frère en 2004 ;
- Anonyme, Main de Rachel, encrier en bronze, legs Jacques Chazot en 1995.

De nombreux médaillons en vitrine de : 
- Jacques-Jean Barre, dit Barre père (1793-1835), Ferdinand-Philippe d'Orléans et son épouse Hélène, née Mecklembourg-Schwerin, duchesse d’Orléans, 1837, plâtres, don des Amis du musée en 2008 ;
- David d'Angers (1788-1856), George Sand, bronze, entourée de ses contemporains et amis : Ary Scheffer, Alfred de Musset, Eugène Delacroix, Victor Hugo, Franz Liszt, Delphine de Girardin, Adam Mickiewicz, Goethe, Mademoiselle Mars, Marceline Desbordes-Valmore, Pierre-Jean de Béranger, Armand Carrel, Augustin Thierry, Armand Marrast ;
- Émilien de Nieuwerkerke (1811-1892), Profil de jeune femme, plâtre, don Fernande Goldschmidt en 2009 ;
- Raymond Gayrard, Le Violoniste Pierre Baillot, plâtre, don Charles Janoray en 2010 ;
- James Pradier, Ferdinand-Philippe d'Orléans, 1842, médaillon en bronze, don des Amis du musée en 2011 ;
- Antoine Baron, Rachel, vers 1840, médaillon en plâtre, don Armelle François Fabius en 2012.

Des œuvres sur papier, signées en particulier de :
- Luigi Calamatta (1802-1869), Portrait de George Sand, 1837 ;
- Eugène Delacroix (1798-1863), Parc de Nohant, 1842, crayon ;
- Jean-Auguste Dominique Ingres (1780-1867), Portrait de Luigi Calamatta, 1828, crayon ;
- Pierre-Joseph Redouté (1759-1840), Papaver Somniferum, 1839, aquarelle sur vélin, don des Amis du musée en 2011 ;
- George Sand (1804-1876), dendrites ;
- Maurice Sand (1823-1889), son fils, dendrites et scènes de genre ;
- Eugène Devéria, Le Concert, achat en 2010 ;
- Antonin Moine, Paysage avec ruine gothique, pastel, don Sylvain Bellenger et Jean-Loup Champion en 2012 ;
- Carl Hummel, La Galerie Goethe à la Résidence et La Salle Friedrich von Schiller à la Résidence, Palais ducal de Weimar, 1846, paire d'aquarelles, don Eugene V. Thaw, New York en 2012.

### Ary Scheffer (1795-1858), le maître des lieux

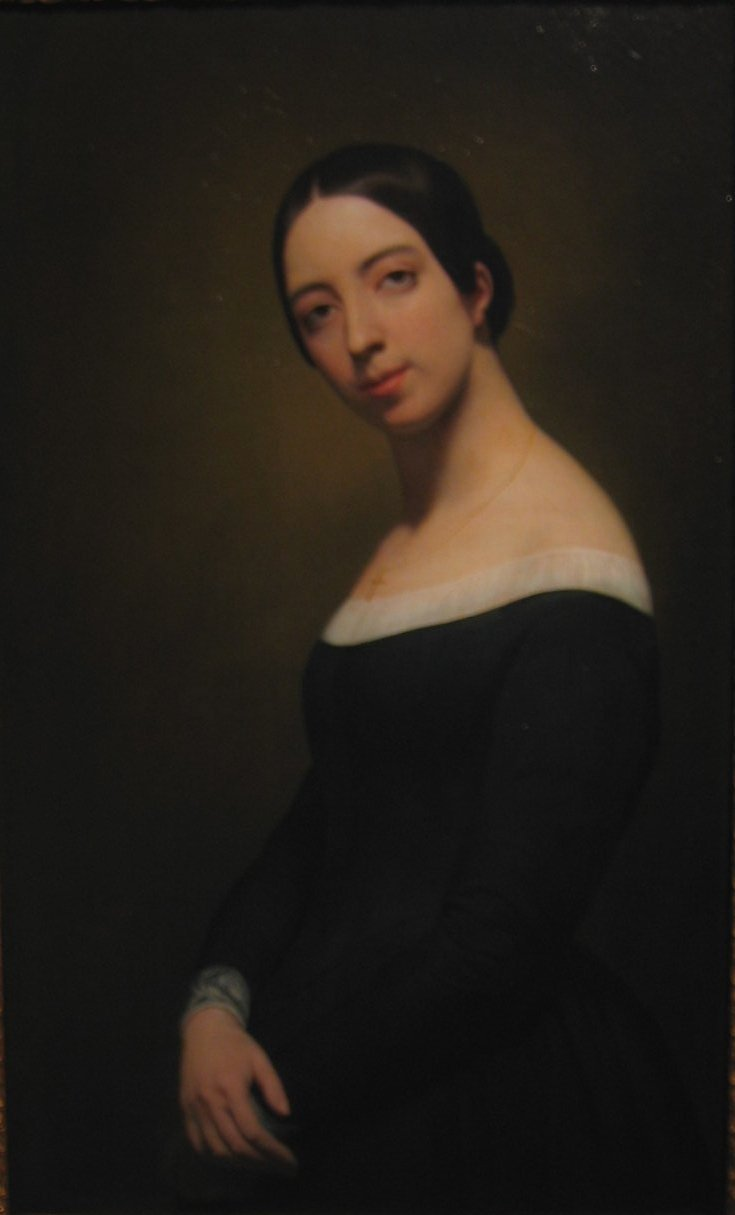
Ary Scheffer, Pauline Viardot (1840), huile sur toile.

#### Huiles sur toile d'Ary Scheffer
- La Mort de Géricault, 1824.
- Pierre-Jean de Béranger, 1828.
- Lénore - Les Morts vont vite, 1830, achat, 1995.
- Faust (achat) et Marguerite, 1831 (don Jacques et Élisabeth Foucart), deux toiles en paire acquises en 2003.
- Le Giaour, 1832, réduction autographe, don des Amis du musée en 2004.
- Pauline Viardot, 1840, don Solange Thierry-de Saint Rapt en 2010.
- La Princesse de Joinville, 1844, achat en 2005.
- L'Abbé Deguerry, 1845.
- Sophie Marin [veuve du Général Marie Étienne François Henri Baudrand], épouse du peintre (vers 1850), achat en 2000.
- Louis Ratisbonne, vers 1855.
- La Reine Marie-Amélie de Bourbon-Siciles en deuil, 1857, achat en 2009.

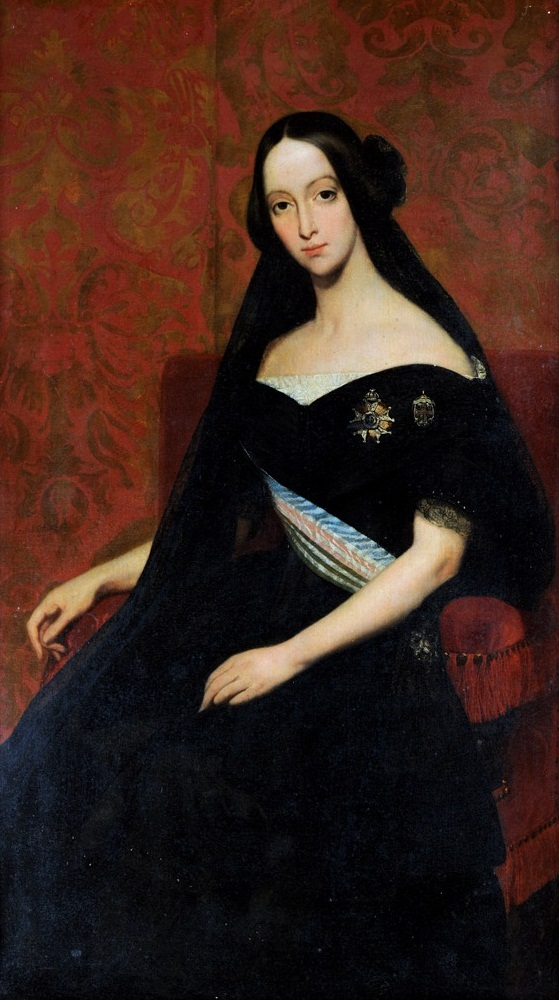
Ary Scheffer, La Princesse de Joinville (1844), huile sur toile.

- Jean Calvin, 1858, achat en 1999.

#### Peintures de ses contemporains
- Charles Octave Blanchard (1814-1842), Autoportrait et Charles Gounod, 1841, don des Amis du musée en 2009.
- François Bouchot (1800-1842), La Malibran dans le rôle de Desdémone dans l'opéra Otello de Gioachino Rossini, 1834, dépôt du musée du Louvre en 2002.
- François Debon (1816-1872), Le Justicier, 1835, don des Amis du musée en 2008.
- Charles Durupt (1804-1833), Manfred et l'esprit, 1831, don des Amis du musée en 2008.
- Louis Hersent (1777-1860), Madame Ledoyen, achat en 2002.
- Arie Johannes Lamme (1812-1900), L'Atelier d'Ary Scheffer, rue Chaptal, 1851 [achat] et Le Jardin de la rue Chaptal, 1865, dépôt du musée de Dordrecht.
- Auguste Legras (1817-1887), disciple d'Ary Scheffer, Litanies de la Vierge, achat en 2000.
- Thomas Phillips (1770-1845), Ary Scheffer, vers 1840, dépôt du musée de Dordrecht.
- Camille Roqueplan (1803–1855), Les Puritains d'Écosse, don Chantal Kiener en 2009.

#### Sculptures
- Auguste Bartholdi (1834-1904), La Gravure et L'Orfèvrerie, bronzes, achat en 1992.
- Lorenzo Bartolini (1777-1850), Buste de Rossini, 1840, bronze, achat en 2011.
- Théophile Bra (1797-1863), Madame Mention, 1837, bronze, achat en 2007.
- Jules Cavelier (1814-1894), Ary Scheffer, 1859, marbre, dépôt du musée de Dordrecht.
- Antoine Laurent Dantan, dit l'Aîné (1798-1878), La Lecture, 1845, bronze, achat en 2011.
- Paul Dubois (1829-1905), Portrait de femme, marbre, don Cart et Caroll Cartwright en 2003.
- Jean-Jacques Feuchère (1807-1852) :
  - Satan, 1833, bronze, don des Amis du musée en 2011 ;
  - Prosper Bressant (vers 1840), plâtre, don Lucile Audouy, 2012 ;
  - Nymphe portant un coquillage - porte-cigares, 1844, plâtre, don Sylvain Bellenger et Jean-Loup Champion, 2012 ;
- Jean-François-Théodore Gechter :
  - La Mort d'Harold, 1842, bronze, achat en 2012 ;
  - Sainte Cécile, patronne des musiciens, bronze, don Jacqueline Frydman et Jean et Bébé Cortot en 2012 ;
- Antonin Moine (1796-1849), Sully, 1846, bronze, don Charles Janoray en 2012 ;
- Marie d'Orléans (1813-1839) : 
  - Jeanne d'Arc (vers 1837), bronze, achat[Quand ?] ;
  - La Chasse au faucon I : Amazone et son lévrier, vers 1835, plâtre, don Solange Thierry - de Saint-Rapt en 2012 ;
  - La Chasse au faucon II : Cavalier, faucon au poing, vers 1835, plâtre, don des Amis du musée en 2012 ;
- James Pradier (1792-1852), Sappho, garniture de cheminée : pendule et paire de flambeaux, bronze argenté, achat en 2003 ;
- Christian Daniel Rauch, Johann Wolfgang von Goethe, 1820, bronze, don Léonard Gianadda, Henri Chibret et Françoise Chibret, Christie's France, François de Ricqlès, Hervé Aaron, Stéphane Grodée en 2012.
- Ary Scheffer (1795-1858), Main de femme, marbre, dépôt du musée de Dordrecht.
- Vincenzo Vela (1820-1890), main dite de La Castiglione, marbre, achat en 2002.
- Anonyme dans le goût de Jean-Jacques Elshoecht (1797-1856), Buste d'une élégante romantique, vers 1827, plâtre stéariné, don M. et Mme Jean-Pierre Meyers en, 2010.

#### Objets d'art
- François-Désiré Froment-Meurice (1801-1855) :
  - Coffret du Général Cavaignac, bronze argenté, don des Amis du musée en 2002 ;
  - Service à thé, argent, achat en 2002.
- Manufacture Darte (Monarchie de Juillet, vers 1830), Harriet Smithson (comédienne, future Mme Hector Berlioz) et Henriette Sontag (cantatrice), paire de vases peints en porcelaine de Paris, don des Amis du musée en 2010.

### Autour d'Ernest Renan (1823-1897)
- Henry Scheffer (1798-1862) : Ernest Renan, vers 1850, huile sur toile, legs Siohan en 1991.
- Léopold Bernstamm (1859-1910) : Buste d'Ernest Renan, vers 1885, grès, legs Siohan en 1991.
- René de Saint-Marceaux (1845-1915) Buste d'Ernest Renan, 1883, plâtre patiné, achat en 2002.
- Divers souvenirs provenant de la famille de l'écrivain.

## Expositions et publications
Sauf mention contraire, tous les catalogues ont été publiés par Paris-Musées :
- 1984
  - La Nouvelle Athènes - Le Quartier Saint-Georges de Louis XV à Napoléon III par Dominique Morel, musée de la Vie romantique / maison Renan Scheffer.
- 1985
  - Achille Devéria (1800-1857) témoin du romantisme parisien par Dominique Morel, musée de la Vie romantique / maison Renan Scheffer.
- 1986
  - Franz Liszt et le romantisme français par Dominique Morel, Musée Renan-Scheffer/Les Musées de la Ville de Paris.
- 1988
  - Lord Byron, une vie romantique, sous la direction d’Anne-Marie de Brem.
- 1989
  - Le Larmoyeur d’Ary Scheffer, par Anne-Marie de Brem.
- 1990
  - François Alexandre Pernot, Journal d’un artiste-peintre au temps des romantiques, présenté par Denis Cailleaux.
- 1991
  - Lamartine et les artistes du XIXe s., par Anne-Marie de Brem et Marie-Renée Morin.
- 1992
  - L’Atelier d’Ary Scheffer, par Anne-Marie de Brem.
- 1993
  - Louis Hersent, peintre d’histoire et portraitiste, par Anne-Marie de Brem.
- 1994
  - Le Cliché-verre : Corot, Delacroix, Millet, Rousseau, Daubigny, par Alain Paviot, coédition Paris-Musées/Paris Audiovisuel.
  - Jacques Chazot Souvenirs d’un parisien, par Pierre Bergé, éd. de la Ville de Paris.
- 1995
  - Georges Rouget élève de Jacques-Louis David, par Alain Pougetoux.
- 1996
  - Ary Scheffer, par Leo Ewals.
- 1997
  - Peintures romantiques du musée du Petit Palais, sous la direction de Thérèse Burollet.
- 1998
  - Alfred de Vigny et les arts, par Loïc Chotard.
  - Laves émaillées : un décor oublié du XIXe siècle, par Georges Brunel.
- 1999
  - Hommage à Jean Marais, Héros romantique d’aujourd’hui, par Daniel Marchesseau. Contributions de Patrick Mauriès, Daniel Marchesseau et Stéphane Ferrand  (ISBN 978-2-87900-470-9)
  - Sand–Musset / Histoire d’un film : Les Enfants du siècle de Diane Kurys avec Juliette Binoche et Benoît Magimel (sans catalogue).
- 2000
  - Bijoux romantiques (1820-1850) La Parure à l’époque de George Sand - autour des collections du Musée des arts décoratifs, sous la direction de Daniel Marchesseau. Contributions de Evelyne Possémé, Daniel Marchesseau, Isabelle Julia, Marie-Noëlle de Grandry, Diana Scarisbrick, Claudette Joannis et Pauline de Ayala  (ISBN 978-2-87900-511-9)
  - Sam Szafran L‘Atelier dans l’atelier, par Daniel Marchesseau avec un essai de Michel Le Bris  (ISBN 978-2-87900-5355)
- 2001
  - Dessins romantiques français provenant de collections privées parisiennes, par Louis-Antoine Prat  (ISBN 978-2-87900-561-4)
  - Photographies hongroises Des romantismes aux avant-gardes, par Daniel Marchesseau. Contributions de Catherine de Bourgoing, Anne Cartier-Bresson et Karoly Kincses. Coédition Adam Biro/Paris Musées  (ISBN 978-2-87660-311-0)
- 2002
  - André Malraux et la modernité - le dernier des romantiques, Exposition du centenaire de sa naissance, par Solange Thierry. Contributions de Marc Lambron, Solange Thierry, Daniel Marchesseau, Pierre Cabanne, Antoine Terrasse, Christiane Moatti, Gilles Béguin et Germain Viatte  (ISBN 978-2-87900-558-4)
  - Martine Franck photographe, par Daniel Marchesseau avec une contribution de Gérard Macé  (ISBN 978-2-87660-346-2)
  - Constantin Guys Fleurs du mal - Dessins des musées Carnavalet et du Petit Palais, sous la direction de Daniel Marchesseau. Contributions de Claude Pichois, Jérôme Dufilho, Christine Lancha, José de Los Llanos et John Richardson  (ISBN 978-2-87900-724-3)
- 2003
  - Les Froment-Meurice Orfèvres romantiques parisiens, sous la direction de Daniel Marchesseau. Contributions de : Henri Froment-Meurice, Daniel Marchesseau, Anne Dion-Tenenbaum, Marc Bascou, Daniel Alcouffe, Fernando A. Martin, Marie-Madeleine Massé, Bernard Berthod, Nicole Garnier, Emmanuelle Toulet, Cécile Ullmann, Liliane Hamelin et Catherine de Bourgoing  (ISBN 978-2-87900-738-0)
  - Gustave Moreau Mythes & Chimères - aquarelles et dessins secrets du musée Gustave Moreau, sous la direction de Marie-Cécile Forest et Daniel Marchesseau, coédition Paris-Musées/RMN. Contributions de Jérôme Godeau, Marie-Cécile Forest, Luisa Capodieci, Raphael Rosenberg et Dominique Lobstein  (ISBN 978-2-87900-777-9)
- 2004
  - Au cœur de l’Impressionnisme La Famille Rouart, par Solange Thierry. Contributions de Daniel Marchesseau, Jean-Dominique Rey, Françoise Heilbrun, Anne Distel, Louis-Antoine Prat, Agathe Valéry-Rouart, Bertrand Marchal, Catherine de Bourgoing, Gabriel Rouart, Sophie Monneret, Dominique Bona, François Chapon et Jean-Marie Rouart  (ISBN 978-2-87900-809-7)
  - George Sand Une nature d’artiste, exposition du bicentenaire de sa naissance, par Jérôme Godeau. Contributions de Diane de Margerie, Yves Gagneux, Françoise Heilbrun, Isabelle Leroy-Jay Lemaistre, Claude Samuel, Arlette Sérullaz, Vincent Pomarède, Nicole Savy et Martine Reid  (ISBN 978-2-87900-833-2)
- 2005
  - Richard Lindner Adults-Only, par Daniel Marchesseau. Contributions de Anouk Kopelman-Papadiamandis, Eduardo Arroyo, Daniel Marchesseau, Judith Zilczer, Cécile Schenck, Alain Weill, Nicole Colin-Otto et Catherine de Bourgoing  (ISBN 978-2-87900-949-0)
  - La Collection Brasiliana Les Peintres voyageurs romantiques au Brésil, sous la direction de Daniel Marchesseau. Contributions de Marcelo Mattos Araujo, Carlos Martins, Daniel Marchesseau, Maria de Lourdes Eleutério, Valeria Piccoli, Jorge Coli, Luiz Dantas, Martine Bailleux-Delbecq et Xavier Dufestel  (ISBN 978-2-87900-902-5)
- 2006
  - Picasso-Crommelynck Dialogues d’atelier, par Daniel Marchesseau. Contributions de Jean Clair, Werner Spies, Pietro Citati, Daniel Marchesseau, Piero Crommelynck, Ann Hindry, Dominique Dupuis-Labbé et Catherine de Bourgoing  (ISBN 978-2-87900-949-0)
  - Pierre Loti Fantômes d’Orient, par Jérôme Godeau et Solange Thierry. Contributions de Claude Stéfani, Isabelle Collet, Christine Peltre, Catherine de Bourgoing, Arlette Sérullaz, Sophie Makariou, Olivier Gabet, Daniel Marchesseau et Emmanuelle Devos  (ISBN 978-2-87900-962-9)
- 2007
  - Sang d’encre Théophile Bra, un illuminé romantique, par Daniel Marchesseau. Contributions de Hubert Damisch, Daniel Marchesseau, Jacques de Caso, Pierre-Jacques Lamblin, Françoise Balligand, André Bigotte et Marie-Claude Sabouret  (ISBN 978-2-87900-994-0)
  - Jean-Jacques Henner Face à l’Impressionnisme, le dernier des romantiques, sous la direction de Daniel Marchesseau. Contributions de Daniel Marchesseau, Rodolphe Rapetti, Claire Bessède, Emilie Vanhaesebroucke, Isabelle Collet et Isabelle de Lannoy. Coédition Paris-Musées/RMN  (ISBN 978-2-7596-0012-0)
- 2008
  - L’Âge d’or du romantisme allemand Aquarelles & dessins à l’époque de Goethe, par et sous la direction de Hinrich Sieveking. Contributions de Pierre Rosenberg, Daniel Marchesseau, et al.  (ISBN 978-2-7596-0029-8)
  - Ingres, Ombres permanentes Belles feuilles du musée Ingres de Montauban, par Catherine Lépront. Catalogue Éditions du Passage/Paris Musées  (ISBN 978-2-7596-0046-5)
  - "George Sand/Impressions et souvenirs", par Jérôme Godeau, Publication hors-exposition, Collection Petites capitales, éd. Paris-Musées  (ISBN 978-2-7596-0068-7)
- 2009
  - Marc Riboud L’Instinct de l’instant – 50 ans de photographie, par Daniel Marchesseau. Contributions de Jean Lacouture, Daniel Marchesseau, André Velter et Michel Frizot  (ISBN 978-2-7596-0095-3)
  - William Blake Le Génie visionnaire du romantisme anglais, sous la direction de Michael Phillips et Daniel Marchesseau. Contributions de Yves Bonnefoy, Michael Phillips, Daniel Marchesseau, Martin Butlin, Mark C. Crosby, David Alexander, Angus Whitehead, Elizabeth C. Denlinger, Robin Simon, Jon Stallworthy, Saree Makdisi, Jon Mee, Bethan Stevens, Andrew Lincoln, Jared Richman, Morton D. Paley, Martin Myrone, Andrew Loukes, Troy Patenaude, John Barrell, William L. Pressly, Martin Postle, Anthony Dyson, David Fuller, Suzanne R. Hoover, Céline Mansanti, David Steel et Peter France - Cette exposition organisée par le musée de la Vie romantique hors-les-murs a été présentée au Petit Palais / Musée des Beaux-Arts de la Ville de Paris (avril-juin 2009)  (ISBN 978-2-7596-0077-9)
  - Souvenirs d'Italie - Chefs-d'œuvre du Petit Palais, 1600-1850, sous la direction de Daniel Marchesseau. Contributions de Arnaud d'Hauterives, Daniel Marchesseau, Philippe Berthier, Sophie Renouard de Bussierre, Maryline Assante di Panzillo, Paulette Pelletier-Hornby, José de Los Llanos et Charles Villeneuve de Janti  (ISBN 978-2-7596-0107-3)
- 2010
  - Frédéric Chopin, La Note bleue - exposition du bicentenaire de sa naissance, par Solange Thierry et Jérôme Godeau. Contributions de Jean-Jacques Eigeldinger, Daniel Marchesseau, Pierre Vidal, Olivia Voisin, Yves Carlier, Arlette Sérullaz, Frédérique Thomas-Maurin et Martine Kaufmann  (ISBN 978-2-7596-0120-2)
  - La Russie romantique, à l'époque de Pouchkine et Gogol, Chefs-d'œuvre de la Galerie nationale Tretiakov, Moscou, dans le cadre de l'année France-Russie 2010, sous la direction de Daniel Marchesseau. Contributions de Dominique Fernandez, Emmanuel Ducamp, Lidia Iovleva, Loudmila Markina, Irina Krasnikova et Anna Antonova  (ISBN 978-2-7596-0145-5)
- 2011
  - Jardins romantiques français, Du jardin des Lumières au parc romantique, par Catherine de Bourgoing. Contributions de Daniel Marchesseau, Didier Wirth, Claude d'Anthenaise, Monique Mosser, Elisabetta Cereghini, Patricia Taylor, Luigi Gallo, Pascale Heurtel, Bernard Chevallier, Dany Sautot, Jean-Denys Devauges et Isabelle Lévêque  (ISBN 978-2-7596-0159-2)
  - Patrick Faigenbaum - Photographies - Paris proche et lointain, par Daniel Marchesseau et Jean-François Chevrier  (ISBN 978-2-7596-0176-9). Le catalogue a reçu le Prix J. J. Berger de l'Académie des beaux-arts - Institut de France.
- 2012
  - Théâtres romantiques à Paris, Collections du musée Carnavalet, par Jean-Marie Bruson  (ISBN 978-2-7596-0193-6)
  - Intérieurs romantiques, Aquarelles, 1820-1890 - Donation Eugene V. Thaw, provenant du Cooper–Hewitt, National Design Museum, New York, par Daniel Marchesseau. Contributions de Gail S. Davidson, Charlotte Gere, Floramae McCarron-Cates et Daniel Marchesseau  (ISBN 978-2-7596-0195-0)
- 2013
  - Esquisses peintes de l’Époque romantique, Eugène Delacroix, Léon Cogniet, Ary Scheffer..., par Sophie Eloy
- 2014-2015
  - Charles Nodier et les voyages pittoresques, par Jérôme Farigoule, Sophie Eloy et Sophie de Grande
- 2015-2016
  - Visages de l'effroi - Violence et fantastique de David à Delacroix, par Jérôme Farigoule, Sophie Eloy, Hélène Jagot et al. , éd. LIENArt.
- 2017
  - Le pouvoir des fleurs par Pierre-Joseph Redouté - exposition réalisée en partenariat avec le Muséum national d’Histoire naturelle.

- 2018
  - Madame Air - par Anne-Lise Broyer
- 2018-2019
  - Markus Lüpertz dans l'atelier musée de la vie romantique

- 2019
  - Les salons littéraires - exposition organisée grâce au mécénat de Plastic Omnium, avec le soutien de Barclays, en collaboration avec le Musée Carnavalet et le Musée des Arts Décoratifs.
  - Regards tactiles - exposition organisée avec le soutien de Crédit Municipal de Paris, Fonds Handicap & Société et de l'association Valentin Haüy.
- 2020
  - Cœurs. Du romantisme dans l'art contemporain
- 2021
  - Tempêtes et naufrages. De Vernet à Courbet
- 2024
  - Les Chevaux de Géricault[3].

## Événements
- 2016 : « Art Blossom - Le Bal des Fleurs » : mise en scène artistique et musicale de Leonardo Marcos au musée de la Vie romantique, en collaboration avec le Prix littéraire des grandes écoles[4].